# Vind
 For alternative betydninger, se Vind (flertydig). (Se også artikler, som begynder med Vind)
En vind er en bevægelse i luften. Det sker i både større og mindre målestok. Der er vinde som fx kan få en gren til at bevæge sig, og andre lidt stærkere vinde, der kan skabe store bølger på havet.

## Dannelse
Vind opstår, når solstrålingen opvarmer jord og luft. Den varme luft udvider sig og får lavere massefylde, og derfor stiger den til vejrs. Det skaber et undertryk (lavtryk) under den opstigende luftmasse, et undertryk, der bliver fyldt op ved tilstrømning af ny luft fra alle sider.
Vindbevægelsen er således en følge af, at lufthavet ikke befinder sig i ligevægt. De forskellige opvarmnings- og afkølingsforhold bevirker en ujævn fordeling af luftmasserne med deraf følgende trykforskelle ved lufthavets bund (det vil sige ved jordoverfladen). Disse trykforskelle sætter atter luftstrømme i gang, idet vind føres mod steder med lavere tryk fra steder med højere tryk, men da bevægelsen foregår på en roterende kugle, påvirkes den, idet den på den nordlige halvkugle afbøjes mod højre, på den sydlige mod venstre (»jordrotationens afbøjende kraft«). Var der ingen modstand (»gnidning«) mod bevægelsen, ville vindretningen snart blive parallel med isobarerne, idet trykfeltet selv (»gradienten«) hindrer videre afbøjning (vind kan ikke blæse fra det lave mod det høje tryk). Gnidningen bevirker imidlertid, at afbøjningen ikke bliver fuldt så stor; der gælder derfor den almindelige regel, Buys Battot’s lov eller den bariske vindlov, at vind altid på den nordlige halvkugle blæser i en skrå retning fra det høje mod det lave tryk, med det høje tryk på højre hånd; på den sydlige halvkugle ligger det høje tryk på venstre hånd. I cyklonerne og anticyklonerne, hvor isobarerne er lukkede kurver, der omslutter henholdsvis et lavtryks- og et højtryksområde, påvirkes luftdelene under bevægelsen yderligere af »centrifugalkraften«, der i første tilfælde understøtter, i sidste tilfælde modvirker jordrotationens afbøjning, men kun er af betydning ved meget krumme vindbaner, som ved de tropiske orkaner. I større højder er gnidningen meget ringe, så bevægelsen meget nær foregår langs isobarerne.
Til at vedligeholde en jævn vind behøves en trykforskel (gradient) på nogle mm pr. grad (= ca. 111 km); en almindelig storm svarer til en gradient på 4—5 mm, og ved de tropiske orkaner forekommer gradienter på 10 mm eller mere. Den samme gradient giver en betydelig større vindhastighed blot i en forholdsvis ringe højde over jorden; man har således fundet 2-3 gange stærkere vind i 15 m højde set i forhold til vinden ved jorden, og omkring 300 m over jorden er vinden gennemsnitlig omkring 4 gange så stærk som ved jorden.

## Vindretning
Vindretningen angives som den retning hvorfra, vinden blæser, som regel ved de 16 kompasretninger (N, NNØ, NØ, ØNØ, Ø, osv).
Vinden vil i første omgang bevæge sig direkte hen mod lavtrykket, men da jorden roterer mod øst, vil vinden "ramme ved siden af", men hele tiden blive trukket med. Det ses som en tilsyneladende afbøjning, som altid går mod urets retning på den nordlige halvkugle, men med uret på den sydlige (se Corioliskraften). Den afbøjning betyder, at vindenes retning bestemmes af lavtrykkets centrum, som altid vil befinde sig på venstre side af vindretningen (på den nordlige halvkugle).

## Vindstyrke
Det gængse mål for vindens hastighed er meter pr. sekund eller knob (0,515 m/sek eller 1,852 km/t).
Vindstyrken måles undertiden på Beaufort-skalaen, der er udviklet af den engelske søofficer Francis Beaufort (1774-1858) for at angive sejlskibes måde at reagere på under ulige vindforhold.
Der findes også kraftigere vinde, som kan være mere destruktive end de mildere vinde, se blandt andet:
- Tornadoer
- Orkan
- Storm
- Jetstrømmen

## Vindvirkeresultanten
En vindvirkeresultant er en grafisk fremstilling af nettovirkningen af det transportarbejde, som vinden udfører udviklet af den danske geograf Axel Schou.
Undersøgelser har vist, at vindvirkeresultanten som regel vil være nøjagtig vinkelret på den kystlinje, som den er beregnet for, svarende til, at bølgerne har tilpasset kystlinjen til nettovindretningen. Også de bagved liggende klitter vil udvise tilpasning til vindens retning. Når der er afvigelser, skyldes det, at andre kræfter end vinden også yder indflydelse på forholdene, hx havstrømme. Andre forhold, der påvirker kystlinjen, kan være det største frie stræk, det vil sige den retning, hvorfra havet har den længste retning at påvirke kysten på. Fx ved Tisvilde i Nordsjælland er kystens normallinje nøjagtigt vinkelret på en linje midt mellem vindvirkeresultanten og største frie stræk.

## Særlige vindtyper
De vigtigste vindsystemer er passaterne, monsunerne, sø- og landvindene, bjerg- og dalvindene samt cykloner og anticykloner
Lokalt opleves vind ofte som hørende til stedet og årstiden, og lokale vinde har forskellige navne som Scirocco, Mistral, Passat, Monsun.

## Vindens betydning
Vinde har betydning på flere måder. Den turbulens eller omrøring i luften, som vinden skaber, har betydning for udveksling af (spredning af) varme, vanddamp og støv i de jordnære luftlag. Vinden kan om foråret og om efteråret forhindre nattefrost, der ellers ville opstå nær jorden i læ som følge af stor varmeudstråling.
Vinden påvirker planters kultveiltemiljø, fordampning og temperaturforhold, idet der ved stille vejr kan opstå for lavt kultveiltetryk for en god fotosyntese. Vinden kan her bringe kultveilte ned fra højere luftlag. Desuden er vinden bærer af nedbør og påvirker derved stedligt vandbalancen.
Kraftig vind kan forvolde sandstorm eller snestorm med deraf afledte virkninger – eller om vinteren fjerne det beskyttende snedække, der ellers vil forhindre vinterafgrøder i at få barfrost. Ved kysterne kan stærk vind bevirke flodbølger eller vandopstuvning, svage træer kan knække, og bygninger eller tekniske anlæg kan lide skade.
En vigtig betydning af vinden ligger i dens evne til materialetransport, især af sand, og dermed for dannelsen af klitter og ørkener.
Endelig har vinden naturligvis betydning for planters og træers spredning af pollen og frø.

## Mytologisk
I græsk mytologi hedder nordenvind Boreas, søndenvind Notos, vestenvind Zefyr og østenvind Euros, mens stormvejr regnedes for urtidsdragen Tyfoeus afkom.